# San Bernardo (Cile)
San Bernardo è una città del Cile, nella Regione Metropolitana di Santiago, capoluogo della provincia di Maipo e sede vescovile. La piazza principale di San Bernardo si trova a 18 km in linea retta verso sud rispetto alla piazza principale di Santiago del Cile, ad un'altitudine di 570 m. Forma parte dell'agglomerato della Grande Santiago. È abitata prevalentemente dal ceto medio che vive nei quartieri residenziali ad ovest e dal ceto popolare nei quartieri a est. Si stima che nel 2009 abbia una popolazione di 306.008 abitanti.

## Storia
La storia della città ha origine precoloniali, come testimoniato dal pucará della collina Chena (ora si sa che è una huaca) e dal cimitero indigeno della zona di El Romeral de lo Herrera. Prima dell'arrivo degli Spagnoli in questa zona risiedevano indios picunches sotto la dominazione inca.
Quando arrivarono i conquistadores spagnoli nel 1541, la valle del fiume Maipo era governata dal cacique picunche Maiponolipillán. La convivenza tra picunches e spagnoli fu in principio pacifica, però alla morte del cacique, il nuovo cacique Michimalonco attaccò la città di Santiago - fondata da poco -  l'11 settembre 1541.
Verso l'anno 1600 la popolazione indigena nella valle del fiume Maipo stava sparendo e le terre passarono in mani spagnole.
In questa zona durante la guerra d'indipendenza si combatté la battaglia de las Tres Acequias, il 16 agosto 1814, in cui le forze indipendentiste si affrontarono fra di loro, divise in due fazioni: "carreristas" e "ohigginistas". Successivamente, durante la restaurazione della colonia (Reconquista), l'abile spia e guerrigliero Manuel Rodríguez burlò il temuto capitano spagnolo Vicente San Bruno, fuggendo da una galleria sotterranea che sbuca nella zona del Barrancón.
Fondata nel 1821 dal filantropo Domingo Eyzaguirre, assunse il suo nome in onore di Bernardo O'Higgins. Fu capoluogo del dipartimento della Vittoria della provincia di Santiago. La città crebbe attorno all'attività ferroviaria, poiché qui furono localizzate fino al 1995 le Officine centrali di riparazione delle ferrovie statali cilene (Maestranza Central de los Ferrocarriles del Estado). Ha tre stazioni ferroviarie: San Bernardo, Maestranza e Nós.

## Società

### Evoluzione demografica
| Censimento del 1992 | Censimento del 2002 |
| 190.857 ab.         | 246.762 ab.         |

## Capitale del folklore
Ogni anno alla fine di gennaio si svolge il "Festival Nacional del Folclore". Gruppi folcloristici provenienti da tutto il Cile intervengono con le proprie esibizioni musicali. Il festival comprende anche la partecipazione di gruppi folcloristici invitati da diversi paesi, dal Sudamerica, ma anche da Messico, Spagna e Italia. La manifestazione è abbinata ad una fiera dell'artigianato tradizionale.
L'ultimo sabato di aprile si celebra un evento di grande risonanza: "Abril cuecas Mil", che vede tutta la comunità dedicarsi al ballo nazionale, la cueca. Diversi gruppi musicali suonano mille cuecas una dopo l'altra in una maratona che dura più di 30 ore.

## Infrastrutture e trasporti
La città di San Bernardo è collegata a Santiago dalla Ruta 5 Sur che la attraversa nella direzione nord-sud.
Un'altra arteria che conduce a Santiago è la Gran Avenida José Miguel Carrera.
Presso la città, s'incrociano tre autostrade: l'Autopista Central, il Camino Internacional e la nuova tangenziale sud di Santiago.